# اچ‌ام‌اس تروکولنت (پی۳۱۵)
اچ‌ام‌اس تروکولنت (پی۳۱۵) (به انگلیسی: HMS Truculent (P315)) یک زیردریایی بود که طول آن ۲۷۶ فوت ۶ اینچ (۸۴٫۲۸ متر) بود. این زیردریایی در سال ۱۹۴۲ ساخته شد.